# Constitution Gardens

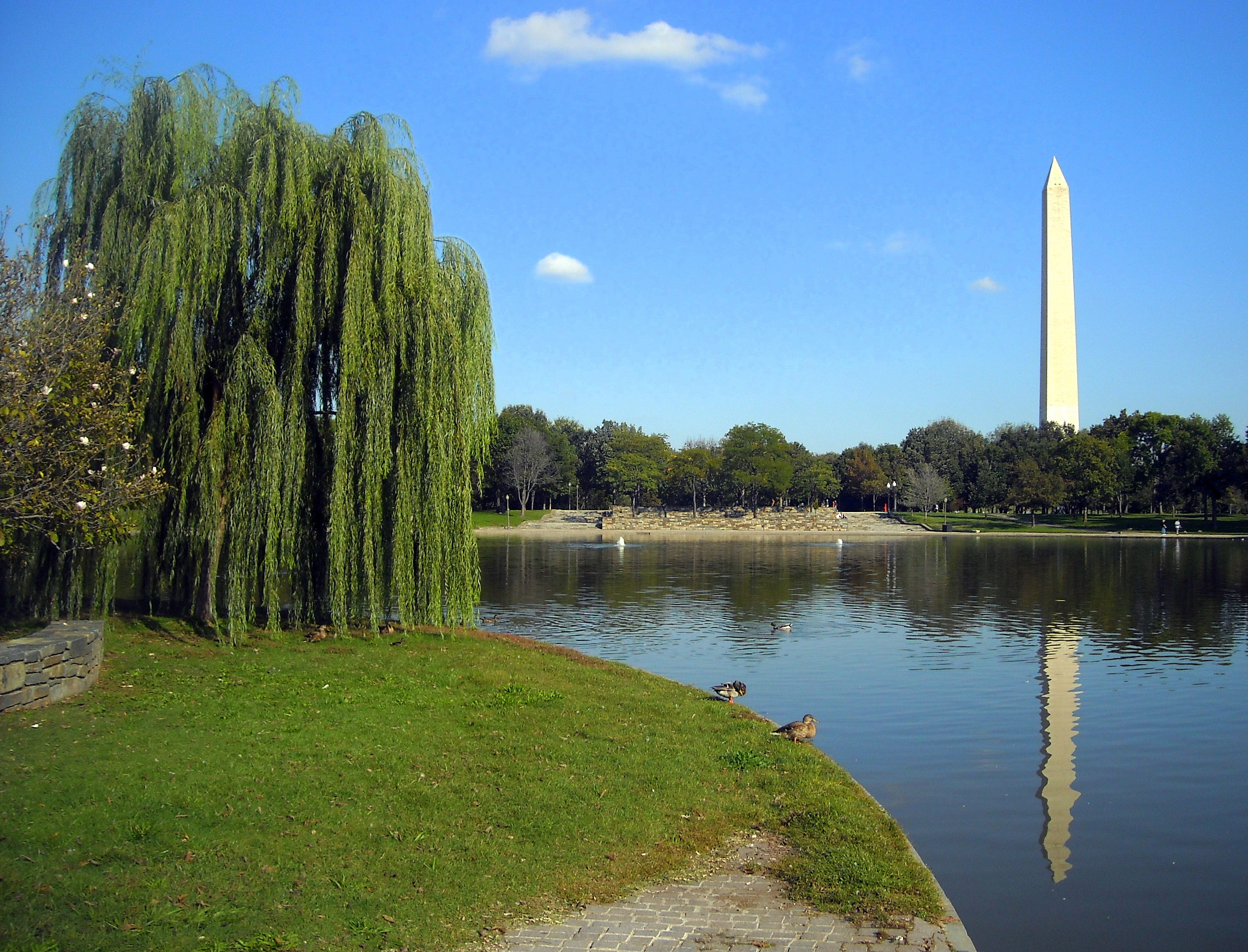
Constitution Gardens

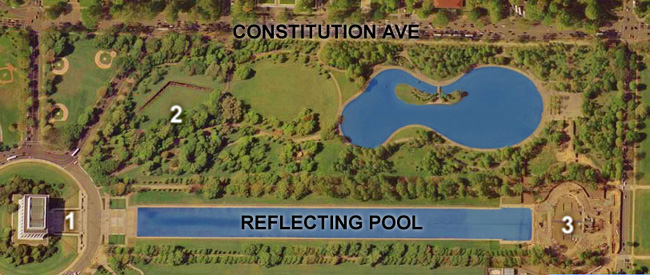
image satellite de l'USGS des Constitution Gardens, situé au nord de la reflecting pool et à l'est du Vietnam Veterans Memorial (#2 sur la cartep).

Constitution Gardens (les jardins de la Constitution) est un parc national américain de Washington, communément inclus dans le National Mall mais en réalité adjacent et officiellement distinct. Ce parc de 200 000 m2 est situé entre le Lincoln Memorial et le Washington Monument, bordé au nord par la Constitution Avenue et au sud par la Lincoln Memorial Reflecting Pool. Constitution Gardens possèdent un petit lac avec une île ouverte aux piétons. 
Le terrain qui est devenu Constitution Gardens était à l'origine submergé par le Potomac et fut dragué au début du XXe siècle par le Corps du génie de l'US Army. L'US. Navy construisit les Main Navy and Munitions Buildings comme bureaux temporaires durant la Première Guerre mondiale. Les bâtiments furent détruits en 1970 en partie par le lobbying du président Richard Nixon, qui avait servi dans ces bâtiments quand il était officier de marine. Il ordonna qu'un parc soit créé sur le terrain libéré, et en 1976, les Constitution Gardens furent finalement inaugurés comme « un hommage à l'héritage vivant de la révolution américaine pour son bicentenaire ». Il est un parc distinct du National Park Service depuis 1982, géré sous le National Capitol Parks-Central (NACC).
En juillet 1982, le 56 Signers of the Declaration of Independence Memorial fut inauguré sur la petite île du lac. Le 13 novembre de la même année, le Vietnam Veterans Memorial Wall fut aussi inauguré dans les Constitution Gardens.  Le président Ronald Reagan proclama le parc comme un « hommage vivant à l'héritage de la Constitution des États-Unis » le 17 septembre 1986 en honneur du bicentenaire de la constitution américaine cette année-là. 
Du 17 au 19 mars 2003, les Constitution Gardens furent le théâtre d'un curieux face à face entre la police fédérale et un cultivateur de tabac mécontent, Dwight Watson.  Watson avait mené son tracteur au centre du lac et clamait qu'il avait des explosifs, entraînant l'évacuation immédiate des lieux et son bouclage par le FBI et l'US Park Police pendant 48 heures jusqu'à ce que Watson se rende. 
Les Constitutions Gardens reçoivent plusieurs millions de visiteurs par an. Il abrite aussi chaque année une cérémonie de naturalisation pour de nouveaux citoyens américains. 

## Source
- (en) Cet article est partiellement ou en totalité issu de l’article de Wikipédia en anglais intitulé « Constitution Gardens » (voir la liste des auteurs).